# Parnik
Parnik je ladja, katere vijak ali vodno kolo poganja parni stroj ali parna turbina. 
Parniki, ki uporabljajo vodna kolesa, so večinoma manjša rečna plovila, vijaki pa poganjajo večje ladje, ki plujejo po rekah, morjih ali oceanih. Zlato obdobje plovil z vodnim kolesi, gnanimi s parnimi stroji, je bilo 19. stoletje. V 20. stoletju pa so postopno izginila s svetovnih morij. Nadomestili so jih parniki z vijaki, gnanimi s parnimi turbinami, in ladje na pogon s stroji z notranjim izgorevanjem. Dandanes se parniki z vodnimi kolesi pojavljajo le še na nekaterih rekah v ZDA ali kot muzejski eksponati.

Eden slavnejših parnikov je bil potopljeni Titanic. 